# 硬筆書法

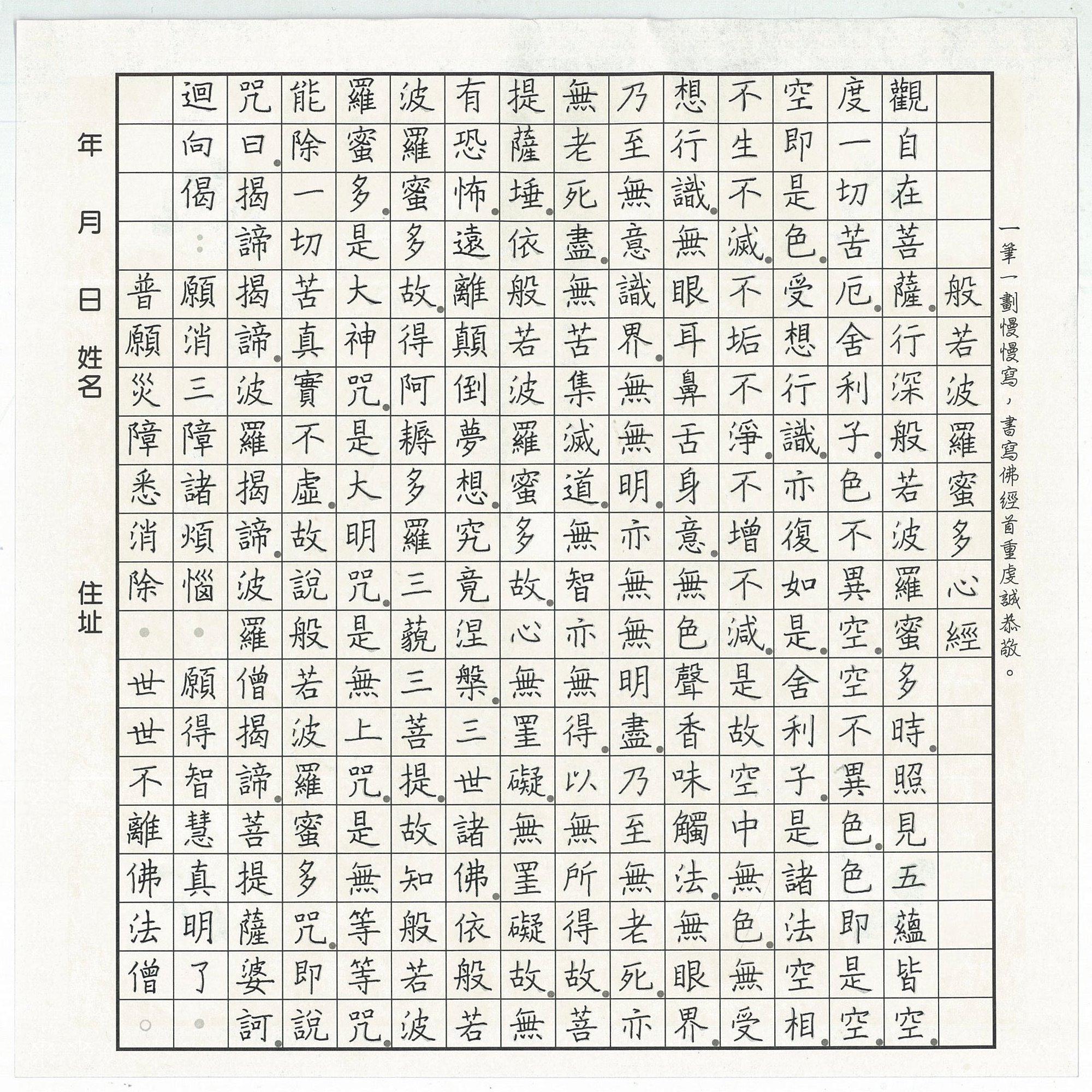
《般若波羅蜜多心經》硬筆書法紙

硬笔书法，相對於軟筆書法（主要為毛筆），脱胎于传统书法艺术，書寫工具有鋼筆、中性筆、原子筆和鉛筆等硬筆，因筆頭質地堅硬有別於毛筆軟質筆頭，所寫出的字稱為「硬筆字」，而其具有艺术形式所展現者稱為「硬筆書法」，較多以钢笔、原子筆为书写工具。
隨著書寫工具的演進，在日常書寫中傳統的毛筆已經被原子筆、鉛筆、走珠筆和鋼筆取代，現代人的日常書寫一般都用硬筆書寫，無論考試、功課、書信等都是。硬筆尖在使用上和美感的表現上和傳統毛筆的軟筆尖不同，漢字之美多了一個展現的形態。雖然電腦的出現使現代人寫字次數、頻率大減，但硬筆書法的教育和影響仍可說是「隨風潛入夜，潤物細無聲」。

## 硬笔书法名家
- 庞中华
- 邹慕白
- 洪小軍
- 沈鸿根
- 张华庆
- 余一龙
- 侯明輝
- 侯信永
- 葉曄
- 林岳瑩
- 李盛德

## 外部連結
- 中國硬筆書法藝術網 （页面存档备份，存于）